# Сільвіо Бальдіні
Сільвіо Бальдіні (італ. Silvio Baldini, нар. 11 вересня 1958, Масса) — італійський футбольний тренер.

## Кар'єра тренера
Розпочав тренерську кар'єру працюючи з невеликими італійськими аматорськими клубами. На професіональному рівні як тренер дебютував з командою «В'яреджо», яку тренував у сезоні 1991/92 в Серії C2. Надалі працював у Серії C1 з клубами «Массезе», «Сієна» та «Каррарезе».
1993 року став головним тренером команди «Сієна», тренував клуб зі Сьєни два роки.
Згодом протягом сезону 1997/98 років очолював тренерський штаб клубу «К'єво», посівши з нею 10 місце у Серії В, а наступного сезону тренував «Брешію», що стала сьомою.
У листопаді 1999 року став тренером «Емполі», який на той момент теж грав у Серії В і який під керівництвом Бальдіні завершив чемпіонат на 8-му місці. У наступному сезоні 2000/01 Бальдіні посів з командою п'яте місце, а в сезоні 2001/02 став четвертим, завдяки чому команда вийшла до елітного дивізіону. У Серії А 2003/04 з «Емполі» він посів 13 місце, врятувавши команду від вильоту, але після цього несподівано вирішив покинути посаду.
В червні 2003 року був запрошений керівництвом клубу «Палермо» очолити його команду, яка виступала у Серії В. Хоча команда виступала досить вдало і перебувала у зоні підвищення, Бальдіні був звільнений 26 січня 2004 року, через конфлікт із президентом клубу Мауріціо Дзампаріні. 
Надалі Бальдіні повернувся до роботи у Серії А, очолюючи «Парму», «Лечче» і «Катанію», але в жодному з клубів не зміг допрацювати до закінчення сезону, оскільки його звільняли, коли команди перебували у зоні вильоту.
6 травня 2008 року він знову стає тренером «Емполі» із завданням повернути команду в Серію А, але після закінчення сезону 2008/09 років, в якому команда програла в півфіналі плей-оф за право підвищення «Брешії», він був звільнений. Після цього Бальдіні залишив активний футбол і працював експертом на спортивному каналі Sportitalia.
13 червня 2011 року Бальдіні був офіційно названий новим головним тренером клубу Серії В «Віченца», підписавши однорічний контракт з клубом, але вже 4 жовтня був звільнений, оскільки команда так і не здобула жодної перемоги у 8 стартових турах чемпіонату.
У 2017 році через шість років Бальдіні відновив тренерську кар'єру, знову очоливши «Каррарезе» з Серії С, головним тренером якого Сільвіо був до квітня 2021 року. За цей час команда тричі брала участь у плей-оф за право виходу до Серії В, але так жодного разу і не змогла підвищитись у класі.
24 грудня 2021 року Бальдіні вдруге у своїй кар'єрі очолив «Палермо», яке тепер грало у Серії С.